# Ruder-Verein Oppeln

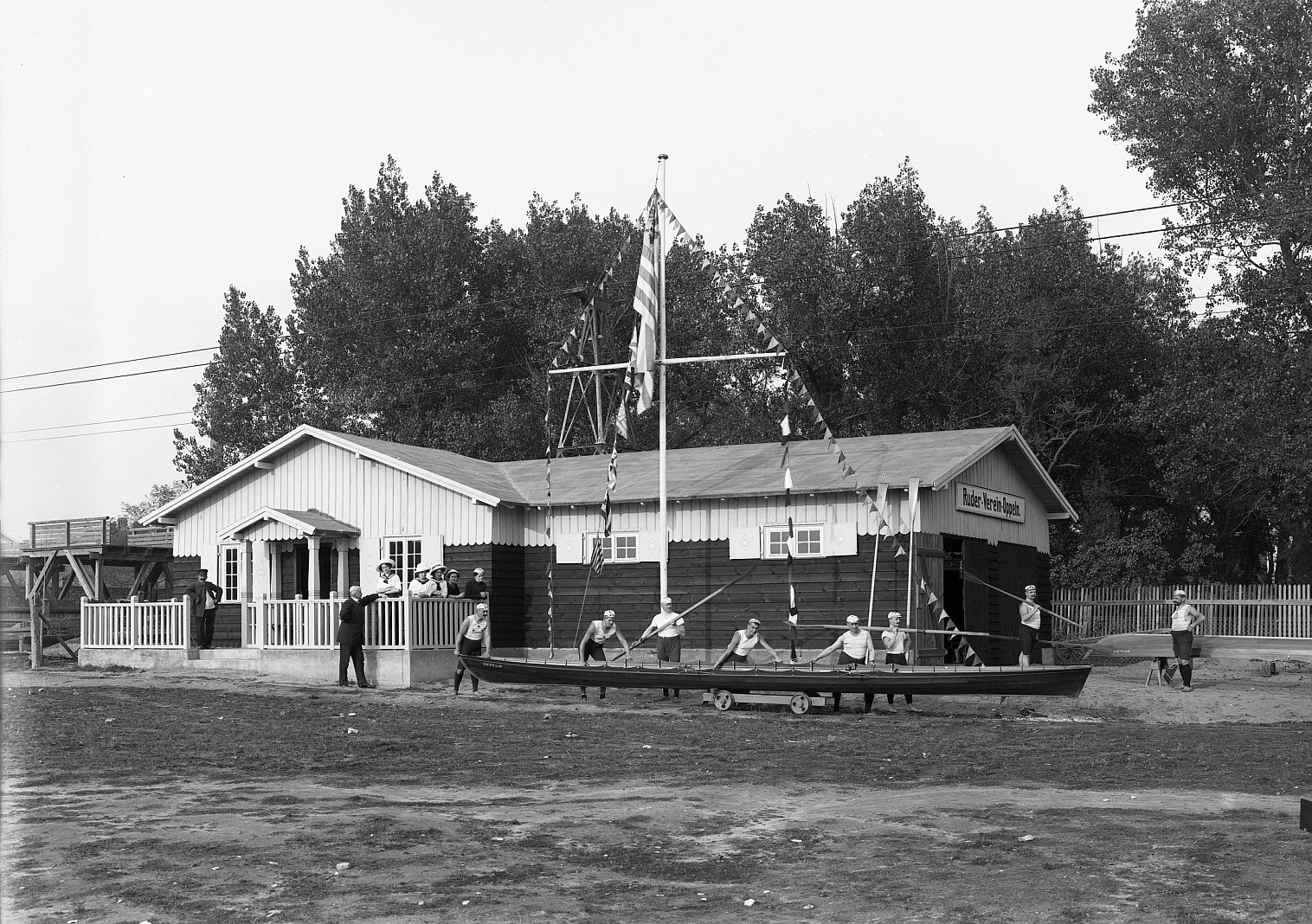
Przystań klubu w roku 1912

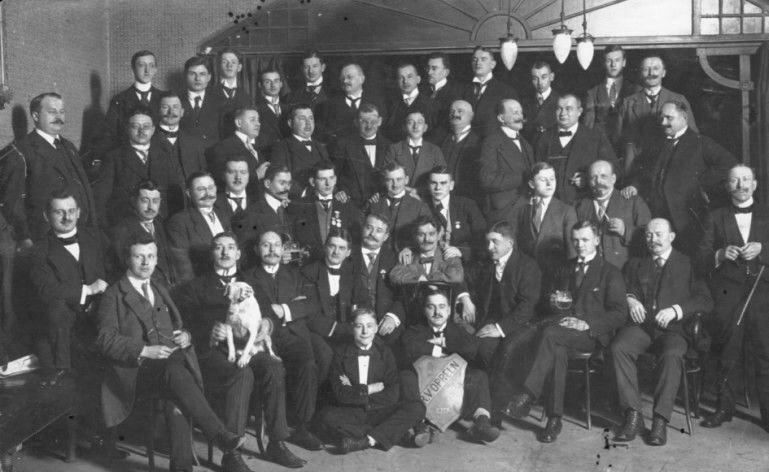
Członkowie w roku 1914

Ruder-Verein Oppeln (pol. Towarzystwo Wioślarskie Opole) – niemiecki klub wioślarski z siedzibą w Opolu,  założony w 1912, rozwiązany po II wojnie światowej.

## Historia
Towarzystwo powstało w dniu 1 lutego 1912 roku. Przystań powstała  w tym samym roku i znajdowała się nad Odrą przy Am Übersprung 1 (obecnie ul. A. Struga 18). 
W roku 1934 klub liczył ponad 100 członków i oprócz sekcji wioślarskiej posiadał sekcję kajakarską. Obie sekcje ograniczały się głównie do sportu rekreacyjnego.
Kres istnienia towarzystwa nastał po II wojnie światowej – w związku z wysiedleniem Niemców z Polski po roku 1945.